# Sandy Hook (Kentucky)
Sandy Hook is een plaats (city) in de Amerikaanse staat Kentucky, en valt bestuurlijk gezien onder Elliott County waarvan het de hoofdplaats is.

## Demografie
Bij de volkstelling in 2000 werd het aantal inwoners vastgesteld op 678.
In 2006 is het aantal inwoners door het United States Census Bureau geschat op 714, een stijging van 36 (5.3%).

## Geografie
Volgens het United States Census Bureau beslaat de plaats een oppervlakte van
2,5 km², waarvan 2,5 km² land en 0,0 km² water. Sandy Hook ligt op ongeveer 279 m boven zeeniveau.

## Plaatsen in de nabije omgeving
De onderstaande figuur toont nabijgelegen plaatsen in een straal van 32 km rond Sandy Hook.